# گمینا راچیانژک
گمینا راچیانژک (به لهستانی:  Gmina Raciążek) یک گمینا در لهستان است که در شهرستان آلکساندروف واقع شده‌است. گمینا راچیانژک ۳۲٫۸۹ کیلومتر مربع مساحت و ۳٬۰۸۴ نفر جمعیت دارد.